# Pegaso 3055
Il Pegaso 3055 è un autocarro dell'esercito spagnolo, scelto nel 1982 come successore del Pegaso 3050.

## Caratteristiche
Il veicolo, con trazione 6x6, ha il vano di carico e la cabina coperti da un telone e il parabrezza è abbattibile per facilitare il trasporto aereo. È disponibile un "hardtop" (una copertura rigida) per la cabina del conducente.
Il Pegaso 3055 può trasportare 6t in marcia fuoristrada e circa 12 quando viaggia su strada. Le varianti prodotte includono un trattore d'artiglieria, un mezzo per le riparazioni, una autogrù, un'autocisterna, un autocarro con cassone ribaltabile e un mezzo antincendio.
L'autocarro prodotto dalla Pegaso può, in alternativa, trasportare fino a 30 soldati completamente equipaggiati. L'ultima versione del Pegaso 3055, prodotta prima dell'acquisto della casa spagnola da parte di IVECO, è la Model 7323 con passo allungato.